# Baščaršijska džamija
Baščaršijska džamija, odnosno džamija Havadže Duraka se nalazi na Baščaršiji u Sarajevu. Izgrađena je 1528. godine. Džamija je zadužbina hodže Duraka, po kome je i dobila ime. Unutrašnjost džamije karakteriziraju izvrsno rješenje osvjetljenosti dnevnim svjetlom i jako dobra akustika. Rekonstruirana je poslije Drugog svjetskog rata.
Podignuta u središtu tadašnjeg privrednog centra sarajevske čaršije, imala je veliki značaj za njen ekonomski razvoj. Više dobrotvora, većinom trgovaca, zavještalo je svoja imanja za održavanje vazova (propovijedi) u ovoj džamiji. Džamija je proglašena nacionalnim spomenikom Bosne i Hercegovine 2006. godine.